# Tina Modotti
Assunta Adelaide Luigia Modotti, conocida como Tina Modotti (Údine, 16 de agosto de 1896-Ciudad de México, 5 de enero de 1942) fue una fotógrafa italiana, activista y luchadora social en México.

## Biografía
Hija de Giuseppe Modotti y Assunta Mondini, tuvo cuatro hermanos. A los doce años tuvo que abandonar la escuela y trabajar en una fábrica textil para ayudar a su familia. A los diecisiete años emigró a la ciudad de San Francisco. En 1915 se casó con el poeta Roubaix de L'Abrie Richey. Después se desplazó a Hollywood, donde hizo incursiones en el campo de la actuación, actividad recurrente en la carrera de Tina. En 1921 Tina comenzó una estrecha relación laboral con el fotógrafo Edward Weston, con quien trabajó como modelo y aprendió fotografía, siendo el inicio de su obra fotográfica.
«Tina Modotti —ha escrito Laura Mulvey— se transformó a sí misma, de ser un objeto de belleza utilizado en el arte de los demás, a fotógrafa profesional. Como modelo, asistente y finalmente aprendiz artístico de Weston, su concepto de la fotografía estuvo dominado inicialmente por el esteticismo de éste. Gradualmente el trabajo de Modotti muestra las búsquedas de su propia dirección y la confianza que fue ganando a medida que su compromiso político cambió su manera de ver al mundo. Sus fotografías no pierden su sentido de la forma, pero sus prioridades cambian».
Entre los años 1923-1930 se estableció en México, donde realizó la mayor parte de su obra y donde se convirtió en activista revolucionaria. Ingresó al Partido Comunista Mexicano, donde colaboró desde 1927.
Entabló amistad con artistas como Antonieta Rivas Mercado, Diego Rivera, David Alfaro Siqueiros, José Clemente Orozco, Blanca Luz Brum, Nahui Ollin, María Tereza Montoya, Concha Michel y Frida Kahlo. Fue modelo y musa de diversos artistas, posó para los murales de la Capilla de Chapingo, pintados por Diego Rivera. Apoyó activamente la lucha de Augusto César Sandino y ayudó a fundar el primer comité antifascista italiano. Asimismo apoyó a Vittorio Vidali. En 1928 conoció a Julio Antonio Mella, dirigente estudiantil cubano, cuando se formaba el comité en apoyo a los anarquistas Sacco y Vanzetti. Tina y Julio Antonio Mella entablaron una relación amorosa. 
Julio Antonio Mella fue asesinado la noche del 10 de enero de 1929 en la esquina de Abraham González con Morelos, de dos tiros de revólver calibre 38. Mella murió desangrado en los brazos de Tina. Ella fue detenida porque se consideró que conocía al asesino o era su cómplice. Se organizaron mítines y marchas para exigir su liberación, recibió el apoyo y acompañamiento de Diego Rivera. Finalmente, la policía decidió descartar las declaraciones de tres testigos en contra de Modotti debido a que era «imposible que unos vecinos hayan podido ver lo que dicen haber visto el jueves un poco después de las nueve, ya que la luna era muy pequeña y baja...», por lo que fue liberada sin cargos. Tina sufrió la persecución de la prensa mexicana, quienes calificaron el asesinato como "crimen pasional" y exhibieron documentos privados tanto de Modotti como de Mella. 
En febrero de 1930 fue expulsada de México. Tras ser rechazada por los gobiernos de Estados Unidos, Cuba y Holanda, pasó por Berlín para finalmente llegar a Moscú. Organizó misiones de ayuda para refugiados políticos, lo que la llevó en 1934 a España. Durante la guerra civil española se alistó en el Quinto Regimiento y trabajó en las Brigadas Internacionales con el nombre de María. Margarita Nelken, en una de las varias alabanzas que se hacen de su actividad, relata cómo atendía a los niños que llegaron a Almería tras el éxodo de Málaga, que se vio acosado durante el trayecto a pie por los bombardeos de las fuerzas franquistas.
En 1939 regresó como refugiada, aún bajo el nombre de María, a México, donde continuó su actividad política, a través de la Alianza Antifascista Giuseppe Garibaldi. En 1940, el presidente Lázaro Cárdenas anuló su expulsión. Murió de un ataque cardíaco el 5 de enero de 1942 en el interior de un taxi.
Junto con Weston, fue mentora del fotógrafo mexicano Manuel Álvarez Bravo. La escritora mexicana Elena Poniatowska escribió una biografía novelada intitulada Tinísima. Víctor Hugo Rascón Banda escribió una obra de teatro llamada Tina Modotti.
Cuando Diego Rivera supo de la muerte de Tina, la achacó a que sabía demasiado acerca de Vidali. Sus restos reposan en el Panteón Civil de Dolores, con un retrato de Leopoldo Méndez y un epitafio de Pablo Neruda:
Puro tu nombre suave, pura tu frágil vida,
abejas, sombras, fuego, nieve, silencio y espuma,
combinaron con acero, alambre y
polen para crear tu firme
y delicado ser.

## Obra
El interés que proyectó Modotti en sus obras, fue un reflejo del compromiso ideológico que tenía hacia los grupos sociales más vulnerables, ejerciendo su labor como editora y fotógrafa para la revista Mexican Folkways y el periódico El Machete en 1924. Esta labor la llevaría a ser considerada como precursora del fotoperiodismo crítico en México, logrando una identificación inmediata con México y sus habitantes que se ve reflejada en su obra.
Su trabajo fue apreciado por artistas como Diego Rivera y José Clemente Orozco, quienes entre los años 1927-1930 le confiaron la labor de fotografiar sus obras, cuyo trabajo representa cierto valor histórico, porque sirve como documento de la realización de las obras de estos dos muralistas mexicanos.
Según Manuel Álvarez Bravo, Tina Modotti tuvo dos periodos: el romántico y el revolucionario. En el primero, influenciado por Weston, fotografiaba flores, objetos y detalles arquitectónicos; y el segundo, surgido en México, a partir de su relación con el movimiento de muralistas mexicanos, en el que retrata el trabajo de estos artistas, poniendo énfasis tanto en los detalles como en los trabajadores y los indígenas. Además, en  su trabajo independiente, captó imágenes de indígenas y mestizos, y documentó la lucha social de los menos privilegiados,  donde resalta el gran cuidado en la composición de las escenas, pero sin poses ni actitudes forzadas. Hay un periodo de transición en el que produjo algunas de sus fotos más memorables, como "Las manos de un campesino agarrando una pala" o "Las manos de una lavandera".

## Filmografía
Actuó en 3 películas:
- The Tiger's Coat (1920), drama dirigido por  Roy Clements
- Riding with Death (1921), dirigida por Jacques Jaccard
- I can explain (1922), comedia dirigida por George D. Baker

## Apariciones en obras de ficción
En 1992 la escritora mexicana Elena Poniatowska publicó la biografía novelada Tinísima y con la que ganó el Premio Mazatlán de literatura.
En 2002, se estrenó la película Frida (2002), dirigida por Julie Taymor, en la que Ashley Judd interpreta a la fotógrafa. Un año después, el autor de cómic español Ángel de la Calle publicó el primer volumen de la biografía Modotti, una mujer del siglo XX, cuya segunda y última parte vio la luz en 2007.
En 2019, en Buenos Aires, Argentina se estrenó la obra de teatro Tina Modotti. A mi patria te llevo para que no te toquen, escrita por Alessandra Battilomo, dirigida por Daniel Begino y Mica García e interpretada por Alessandra Battilomo y Luciano Moreno.